# Cretonia ethiopica
Cretonia ethiopica là một loài bướm đêm trong họ Noctuidae.